# Зантуни, Масуд
Масуд Зантуни (араб. مسعود زنتوني‎) — ливийский футбольный тренер. Первый в истории тренер сборной Ливии по футболу.

## Биография
Масуд Зантуни в 1953 году стал тренером сборной Ливии по футболу. Впервые её сформировали в 1918 году, однако тогда сборная не проводила матчей, и 35 лет спустя она была собрана в Ливии, недавно получившей независимость, во второй раз.
Он возглавлял ливийцев на их первом турнире в рамках Панарабских игр в Александрии. 29 июля 1953 года под руководством Зантуни сборная Ливии провела первый в истории матч, проиграв Египту — 2:10. Это поражение до сих пор остаётся самым крупным в истории команды.
1 августа сборная Ливии одержала первую в истории победу, выиграв у Палестины — 5:2. Став в группе вторыми, подопечные Зантуни в матче за 3-4-е места победили Иорданию — 3:2 и завоевали первую международную награду.
В 1957 году Зантуни во главе сборной Ливии сменил алжирский тренер Салим Фарадж Балтеб.
О дальнейшей жизни данных нет.